# Münster
Münster ou, na sua forma portuguesa raramente usada Monastério, é uma cidade no estado federal de Renânia do Norte-Vestfália, Alemanha. Situa-se na parte norte do estado, e é considerada o centro cultural da região da Vestfália.
Münster é uma cidade independente (kreisfreie Stadt) ou distrito urbano (Stadtkreis), ou seja, possui estatuto de distrito (Kreis).
A cidade tem um carácter universitário. Uma elevada percentagem da população consiste de estudantes universitários. A Universidade de Münster (Westfälische Wilhelms-Universität, WWU) é a quarta maior e uma das mais antigas da Alemanha.
O nome Münster provém da palavra monasterium (mosteiro em latim), em referência ao mosteiro fundado no ano 793. A cidade também é conhecida na Alemanha por "Cidade das Bicicletas" contando com mais de 500 mil bicicletas (cerca de 1,6 bicicletas por habitante).

## Paz de Vestfália
A chamada "Paz de Vestfália" (Westfälische Friede) ocorreu por volta de 1648. Trata-se de uma série de tratados de paz que puseram fim à Guerra dos Trinta Anos e à Guerra dos Oitenta Anos, ambas ocorridas na Europa. Grande parte das negociações ocorreram na cidade de Münster e algumas tiveram desfecho na cidade de Osnabrück também. A "Paz de Vestfália" teve grande impacto na História européia sendo também considerada um dos primeiros actos diplomáticos da Europa (e do mundo). Em homenagem ao evento Münster (assim como Osnabrück) ficou também conhecida pela alcunha de "Cidade da Paz".

## População portuguesa
Entre os aspectos multiculturais da cidade de Münster há uma peculiaridade relativa à população portuguesa, que apresenta uma percentagem relativamente elevada na cidade. Dos 280 mil habitantes cerca de 2000 têm a nacionalidade portuguesa. Por residirem tantos portugueses (e luso-descendentes) em Münster há vários locais portugueses, tais como: o CPM (Centro Português de Münster), o Clube Juventude, a Casa do Benfica, o Sporting de Münster, a Missão Portuguesa, Restaurante Peniche, Noites de Lisboa, Além-Mar a lojas Portugal Plus e Portuguiesisch Specialität, o Café Pastelaria Impeto.

## Cidades geminadas
Münster tem mantém parceria com as seguintes cidades:
- York no Reino Unido, desde 1958
- Orléans na França, desde 1960
- Kristiansand na Noruega, desde 1967
- Monastir na Tunísia, desde 1969
- Rishon-Le-Zion em Israel, desde 1981
- Fresno nos EUA, desde 1986
- Rjasan na Rússia, desde 1989
- Mühlhausen na Turíngia (Alemanha), desde 1990
- Lublin na Polónia, desde 1991

"Cidades amigas":
- Braniewo na Polónia, desde 1954
- Beaugency na França, desde 1974

## Personalidades famosas
- Bispo Clemens August von Galen, conhecido como «o Leão de Münster»
- Madre Maria do Divino Coração, condessa Droste zu Vischering
- Alphaville (banda), Famosa banda dos anos 80
- Wilhelm Emmanuel von Ketteler, bispo católico
- Heinrich Brüning, Chanceler alemão durante a República de Weimar
- Bernd-Ulrich Hergemöller, historiador
- Günther Jauch, apresentador de televisão
- Ute Lemper, cantora, bailarina e actriz
- Tanita Tikaram, cantora
- Franka Potente, atriz
- Kathrin Bringmann, matemática especialista em teoria dos números
- Fabian Wegmann, ciclista profissional
- Julius Brink, jogador de voleibol de praia
- Dieter Gieseler, ciclista profissional, Ciclismo de pista
- Linus Gerdemann, ciclista profissional
- Bernhard Knubel, ciclista, participou nos primeiros Jogos Olímpicos da era moderna em 1896
- Christian Pander, lateral de futebol
- Peter Hegemann, biofísico
- Jürgen Jost, matemático, especialista em geometria desde 1996 diretor do Instituto Max Planck de Matemática nas Ciências em Leipzig
- Ingrid Klimke, ginete, bicampeã olímpica do Concurso completo de equitação (CCE) por equipes, campeã mundial e bi-campeã européia
- Reiner Klimke, adestrador, campeão olímpico com seis medalhas de ouro e dois bronzes
- Alexander von Kluck, militar, general, Primeira Guerra Mundial
- Carl Schuhmann, atleta, Jogos Olímpicos de Atenas de 1896, quatro medalhas de ouro, Ginástica artística masculina
- Georg Brintrup, cineasta, roteirista e produtor de cinema
- Werner Franz Siebenbrock, bispo católico da Diocese de Governador Valadares
- Dom Valfredo Bernardo Tepe, bispo católico da Diocese de Ilhéus